# Sirosoma canalicula
Sirosoma canalicula är en insektsart som beskrevs av Mcatee 1933. Sirosoma canalicula ingår i släktet Sirosoma och familjen dvärgstritar. Inga underarter finns listade i Catalogue of Life.